# The Good, the Bad and the Ugly
The Good, the Bad and the Ugly (em italiano:  Il buono, il brutto, il cattivo; em alemão:  Zwei glorreiche Halunken; no Brasil: Três Homens em Conflito; em Portugal: O Bom, o Mau e o Vilão) é um filme épico de spaghetti western teuto-americano-hispano-italiano de 1966, dirigido por Sergio Leone e estrelado por Clint Eastwood, Lee Van Cleef e Eli Wallach como o trio-título. O roteiro foi escrito por Age & Scarpelli, Luciano Vincenzoni e Leone (com material de roteiro adicional pelo não creditado Sergio Donati), baseado na história criada por Vincenzoni e Leone. O diretor de fotografia, Tonino Delli Colli, foi responsável pela cinematografia widescreen e Ennio Morricone compôs a trilha sonora, incluindo seu tema principal. O filme foi co-produzido entre companhias da Itália, da Espanha, da Alemanha Ocidental e dos Estados Unidos.
O filme é conhecido pelo uso de long shots e close-ups na cinematografia, bem como sua utilização característica da violência, tensão e tiroteios. A trama gira em torno de três pistoleiros competindo para descobrir um fortuna em ouro confederado enterrado em meio ao violento caos de tiroteios, enforcamentos, batalhas da Guerra Civil dos Estados Unidos e campos de prisioneiros. O filme foi a terceira parceria entre Leone e Clint Eastwood, e a segunda entre o diretor e Lee Van Cleef.
Il buono, il brutto, il cattivo é o último da Trilogia dos Dólares, que inclui Per un pugno di dollari (1964) e Per qualche dollaro in più (1965). Em seu lançamento, o filme tornou-se um sucesso comercial, arrecadando mais de $25 milhões em bilheteria. Por conta da desaprovação geral do gênero Spaghetti Western na época, a recepção crítica no lançamento do longa-metragem foi mista, mas ele ganhou aclamação da crítica ao longo dos anos. Il buono, il brutto, il cattivo é considerado, hoje, um exemplo de grande influência do gênero faroeste.

## Enredo
Em plena Guerra Civil dos Estados Unidos, três homens, Tuco, Lourinho e Angel Eyes, buscam um tesouro enterrado em um cemitério, mas dois deles (Tuco e Lourinho) apenas têm conhecimento de uma parte da sua localização (Tuco só sabe o nome do cemitério e ignora o nome do túmulo, enquanto Lourinho só sabe o nome do túmulo onde o ouro está enterrado, mas não em que cemitério, ao passo que Angel Eyes ignora ambas as informações), e dependem um do outro para chegar ao tesouro, de modo que ninguém pode morrer ou o remanescente perderá informações imprescindíveis. O terceiro, Angel Eyes, apenas persegue os outros dois para tentar chegar ao tesouro, sem ter conhecimento de onde ele se encontra. Não há limites para trapaças e tentativas de um sobrepujar o outro em seu intento. Clint Eastwood apresenta a figura do pistoleiro de modos refinados, chamado por Tuco de "Lourinho" ("Biondo", no original italiano e "Blondie", na versão em inglês). Seu verdadeiro nome não é mencionado uma vez sequer no filme. Mesmo aplicando pequenos golpes para ganhar dinheiro (inclusive alguns deles aliado a Tuco), ele fica com a figura de o Bom, por ser o mais ético e menos sanguinário dos três pistoleiros, só matando outra pessoa como último recurso, como quando é necessário para salvar a própria vida. Eli Wallach faz o papel do canastrão e nada requintado Tuco (cujo nome real no filme é Benedito Pacífico Juan Maria Ramírez), que fica com a alcunha de o Feio, devido a seus trejeitos rudes e sua aparência descuidada. Lee Van Cleef interpreta o pistoleiro que usa o pseudônimo "Angel Eyes" (também chamado de "Sentenza", na versão italiana) que é o Mau. Trata-se de um mercenário sem o menor senso ético, que, por vezes, trabalha como agente duplo, exterminando tanto o alvo que foi contratado para eliminar, como o mandante do crime, caso isso possa lhe render mais dinheiro. Mesmo com personalidades tão diferentes, os três têm uma característica em comum: todos são pistoleiros excepcionalmente hábeis, com incrível precisão de pontaria e enorme rapidez e agilidade no manejo das armas.
No filme, os fatos se sucedem da seguinte maneira: Angel Eyes persegue o homem que foi contratado para matar, que usa o nome de Bill Carson, enquanto Lourinho e Tuco enganam o sistema judiciário estadual. A artimanha funciona da seguinte forma: Lourinho entrega Tuco, um criminoso muito procurado e que vale uma recompensa, aos xerifes, recebe o dinheiro, mas sempre salva o comparsa do enforcamento no exato momento da execução, cortando a corda da forca com um tiro, e ambos fogem e dividem o dinheiro. Eventualmente, Lourinho, cansado das reclamações de Tuco sobre como o dinheiro era dividido, desfaz a sociedade, deixando Tuco abandonado a 100 quilômetros da cidade mais próxima. Tuco, porém, sobrevive à dura caminhada e persegue Lourinho até, afinal, conseguir capturá-lo. Ele planeja executar sua vingança forçando Lourinho a caminhar por 200 quilômetros no meio do deserto, até matá-lo por desidratação. Porém, quando Lourinho já está próximo da morte, eles encontram uma diligência à deriva no deserto, cujo único sobrevivente presente é exatamente Bill Carson, o alvo de Angel Eyes. Gravemente desidratado, Carson propõe revelar a Tuco a localização de um túmulo que esconde 200 mil dólares em ouro se ele puder lhe arranjar água. Já muito debilitado, ele chega a revelar o nome do cemitério (Sad Hill), mas não o nome do túmulo. Tuco então corre para buscar a água. Ao voltar, Lourinho está próximo da diligência, e Bill Carson já está morto. Irritado, Tuco ameaça Lourinho, mas este lhe revela que Bill Carson lhe falou o nome do túmulo. Tuco, assim, não tem alternativa a não ser mantê-lo vivo. Aflito para salvar Lourinho da morte, Tuco veste em si e no antigo comparsa os uniformes dos mortos (que eram do exército da Confederação), e ambos rumam para um mosteiro, onde Lourinho é tratado e, aos poucos, recupera as forças.
Angel Eyes, porém, sabendo do segredo de ambos, não está disposto a deixar o tesouro escapar. O exército do norte (União) prende Tuco e Lourinho. Angel Eyes, infiltrado na União, ordena que Wallace, o mais forte militar do grupo, torture Tuco até que ele revele o que sabe sobre o dinheiro. Como só sabe a metade do segredo (o nome do cemitério), ele acaba por revelar que Lourinho sabe o nome da sepultura. Angel Eyes, então, sabendo que Lourinho provavelmente não revelaria seu segredo, propõe dividir o ouro com ele, que finge aceitar. Wallace algema seu pulso ao de Tuco, a fim de levá-lo para a prisão, mas, no meio da viagem de trem, Tuco consegue matá-lo, saltando do vagão, e então pega o trem que segue na direção contrária, voltando para o lugar de onde havia saído. Lourinho e Angel Eyes chegam à vila onde Tuco se encontra, e como ela está sob intenso bombardeio, Lourinho consegue despistar Angel Eyes e aliar-se outra vez ao antigo parceiro.
Desta vez, ambos se alistam no exército do norte como forma de esconder suas verdadeiras intenções e chegar ao cemitério. Quando dinamitam uma ponte, revelam um ao outro a informação de que dispõem. Tuco fala o nome do cemitério de Sad Hill, ao passo que Lourinho fala que o nome do túmulo é Arch Stanton. Na primeira chance que tem, Tuco foge e vai ao cemitério e, após procurar exaustivamente, encontra o túmulo de Arch Stanton e cava-o freneticamente. Quando está quase abrindo o caixão, porém, Lourinho surge e joga-lhe uma pá. Tuco tenta sacar a arma, mas Lourinho mostra-lhe que também está armado. Ambos são, subitamente, surpreendidos por Angel Eyes, que joga uma pá para Lourinho, ordenando-lhe que também cave. Lourinho nem faz menção de pegar a pá, e, quando Angel Eyes ameaça alvejá-lo, ele apenas diz: "Se atirar em mim, não vai ver um centavo desse dinheiro". Quando Angel Eyes pergunta porquê, Lourinho chuta a tampa do caixão, revelando que nada há dentro além de um esqueleto, mostrando que não disse a verdade a Tuco e ainda encarando-o com um sorriso irônico. Tuco, por sua vez, se enfurece e ameaça golpeá-lo com a pá, mas se detém.

O icônico impasse mexicano, com Tuco à esquerda, Angel Eyes no centro e Lourinho à direita. A cena é acompanhada pela música "Il Triello" ("O Trio"), de Ennio Morricone.

Lourinho então propõe um duelo triplo, do tipo 'impasse mexicano' para ver quem merece o ouro. Diz que escreverá o nome da sepultura correta embaixo de uma pedra, e, então, todos seguem para o círculo central do cemitério. Lourinho deixa a pedra bem no centro do círculo, e então segue-se uma das cenas mais famosas dos filmes de faroeste, com os três pistoleiros encarando-se friamente por vários minutos, ao som da música "Il Triello" ("O Trio"), de Ennio Morricone. Ao longo da cena do impasse, Tuco e Angel Eyes demonstram apreensão e nervosismo flagrantes, ao passo que Lourinho é visivelmente o menos tenso dos três duelistas. Angel Eyes é o primeiro a tentar sacar a arma, mas Lourinho é mais rápido e o acerta, ainda sem matá-lo. Tuco também tenta atirar em Angel Eyes, mas sua arma está descarregada. O mercenário, embora ferido, ainda tenta outra vez atirar em Lourinho, mas este novamente é mais rápido e, desta vez, o tiro é certeiro. Com o segundo tiro, Angel Eyes cai dentro de uma cova aberta, morto. Lourinho revela a Tuco que descarregou sua arma na noite anterior e ordena-lhe que cave a sepultura certa, onde está escrito "Desconhecido", ao lado da de Arch Stanton.
Tuco afinal desenterra o ouro, mas Lourinho está precavido, pois não confia nele. Uma forca está preparada, e Lourinho, com a arma carregada, faz com que Tuco coloque sua cabeça no laço. Após amarrar suas mãos, Lourinho pega sua metade do ouro e vai embora cavalgando, enquanto Tuco grita desesperado, chamando-o de volta. Seu pânico ao gritar é tamanho que, por vezes, ele quase se desequilibra da cruz que lhe serve de apoio, o que decretaria seu fim. Depois de alguns minutos, Lourinho para o cavalo e atira de longe, cortando a corda e mostrando que, de fato, não queria matar o antigo aliado, mas sim, apenas desforrar-se da tortura a que Tuco o submetera no deserto e, ao mesmo tempo, impedi-lo de o perseguir para roubar o ouro que levava, pois Tuco estava com as mãos amarradas e a pé, enquanto Lourinho estava a cavalo. Na cena final do filme, após se levantar do tombo sobre as moedas de ouro e ainda com as mãos amarradas, Tuco dispara impropérios contra Lourinho, que vai embora cavalgando tranquilamente.

## Elenco

### O trio
- Clint Eastwood como "Lourinho" (também conhecido como o pistoleiro sem nome): O Bom, um caçador de recompensas convencido que faz uma parceria com Tuco, e também com Angel Eyes temporariamente, para encontrar o ouro enterrado. Lourinho e Tuco têm uma parceria ambivalente. Tuco sabe o nome do cemitério onde o ouro está enterrado, mas Lourinho sabe o nome da cova onde o tesouro está, forçando-os a trabalhar juntos para encontrá-lo. Apesar da missão gananciosa, a pena de Lourinho pelos soldados morrendo no massacre caótico da guerra é evidente. "Nunca vi tantos homens serem desperdiçados desse jeito", comenta. Ele também conforta um soldado morrendo colocando seu casaco sobre ele e deixando-o fumar seu cigarro.

Rawhide terminou sua exibição como série em 1966, quando nem Per un pugno di dollari nem Per qualche dollaro in più haviam sido lançados nos Estados Unidos. Quando Leone ofereceu a Clint Eastwood um papel em seu próximo filme, foi a única oferta para um grande filme que teve; entretanto, Eastwood ainda precisava ser convencido a fazê-lo. Leone e sua esposa viajaram até a Califórnia para persuadi-lo. Dois dias depois, ele concordou em fazer o filme pelo valor de $250,000, além de 10% dos lucros dos países norte-americanos, deixando Leone insatisfeito.
No roteiro original do filme, em italiano, ele se chama "Joe" (seu apelido em Per un pugno di dollari), mas ele é chamado de Lourinho nos diálogos em italiano e em inglês.
- Lee Van Cleef como Angel Eyes: O Mau, um mercenário sociopata, cruel e insensível, que sempre termina um trabalho para o qual é pago (que geralmente é encontrar — e matar — pessoas). Quando Lourinho e Tuco são capturados enquanto disfarçavam-se de soldados confederados, Angel Eyes é o sargento da União que interroga e faz Tuco ser torturado, eventualmente descobrindo o nome do cemitério onde o ouro está enterrado, mas não o nome da lápide. Angel Eyes forma uma curta parceria com Lourinho, mas este e Tuco viram-se contra Angel Eyes quando conseguem uma chance.

Originalmente, Leone queria que Charles Bronson interpretasse Angel Eyes, mas ele já estava comprometido com o filme The Dirty Dozen (1967). Leone pensou em trabalhar com Lee Van Cleef novamente: "Eu disse para mim mesmo que Van Cleef havia interpretado um personagem romântico em Per qualche dollaro in più. A ideia de fazê-lo atuar como um personagem cuja personalidade era oposta não me pareceu má".
No roteiro original, Angel Eyes foi nomeado "Banjo", mas era chamado de "Sentenza" ("Sentença" ou "Julgamento") na versão italiana. Clint Eastwood sugeriu o nome Angel Eyes no set, por sua aparência magra e pontaria mortal.
- Eli Wallach como "Tuco", alcunha de Benedito Pacífico Juan María Ramírez (também conhecido como "Rato", de acordo com Lourinho): O Feio, um criminoso mexicano de trejeitos engraçados, um tanto rústico e falastrão, porém muito ousado e corajoso em suas ações criminosas, o que o torna um homem perigoso. Ele é exaustivamente procurado pelas autoridades por uma longa lista dos mais variados crimes. Tuco consegue descobrir o nome do cemitério onde o ouro está enterrado, mas não sabe o nome do túmulo — apenas Lourinho sabe. Isso força Tuco a uma parceria relutante com Lourinho.

O diretor originalmente considerou Gian Maria Volonté para o papel de Tuco, mas sentiu que o papel requeria alguém com um "talento cômico natural". No fim, Leone escolheu Eli Wallach por conta de seu papel em A Conquista do Oeste (1962), mais especificamente, por sua atuação na cena "As Estradas de Ferro". Em Los Angeles, Leone conheceu Wallach, que estava cético a respeito de fazer o mesmo tipo de personagem de novo, mas, após Leone mostrar a sequência de abertura de Per qualche dollaro in più, Wallach disse: "Quando você precisará de mim?" Os dois homens se deram muito bem, compartilhando o mesmo senso de humor bizarro. Leone permitiu que Wallach fizesse alterações em seu personagem nas roupas e nos gestos. Eastwood e Van Cleef perceberam que o personagem de Tuco estava perto do coração de Leone, e o diretor e Wallach tornaram-se bons amigos. Eles comunicavam-se em francês, que Wallach falava mal, e Leone, bem. Van Cleef comentou: "Tuco é o único do trio sobre o qual os espectadores aprendem tudo. Conhecemos seu irmão e descobrimos de onde ele veio e por que se tornou um bandido. Mas os personagens de Clint e de Angel permanecem um mistério".
No trailer para cinemas, Angel Eyes é referido como O Feio, e Tuco, como o Mau. Isso se deve a um erro de tradução; o título da versão italiana é traduzido literalmente como "O Bom, o Feio, o Mau".

### Coadjuvantes
- Aldo Giuffrè como Capitão Clinton. Um soldado alcoólatra da União que se torna amigo de Tuco e Lourinho. Ele acredita que o confronto sangrento em que seus homens estão envolvidos é inútil, e tem o sonho de destruir a Ponte Branston — um desejo realizado por Lourinho e Tuco. Mortalmente ferido na batalha subsequente, morre sorrindo logo após saber que a ponte foi destruída.
- Mario Brega como Cabo Wallace. Um guarda de prisão que trabalha para Angel Eyes e brutalmente tortura Tuco para descobrir a localização do tesouro. Angel Eyes deixa Tuco com Wallace, para que ele pudesse entregar Tuco pelo dinheiro da recompensa, Tuco, entretanto, mata Wallace e foge.
- Luigi Pistilli como padre Pablo Ramírez. Irmão de Tuco, um frade católico. Ele despreza a escolha de Tuco de viver como um bandido, mas o ama.
- Al Mulock como Elam, um caçador de recompensas que perde o braço direito após ser ferido por Tuco no começo do filme. Ele busca vingança, mas é morto por Tuco, que então afirma: "Quando tiver que atirar, atire. Não fale."
- Antonio Casas como Stevens. Morto por Angel Eyes, que foi pago para matá-lo por Baker.
- Antonio Casale como Bill Carson/Jackson.
- Sergio Mendizábal como o caçador de recompensas loiro. Um dos três caçadores de recompensas mortos por Lourinho durante uma tentativa de prender Tuco.
- John Bartha como o Xerife. Leva Tuco para a cadeia. Tem seu chapéu atingido por um tiro de Lourinho.
- Antonio Molino Rojo como Capitão Harper, o capitão bondoso do campo de prisioneiros da União que está lentamente perdendo a perna para necrose gangrenosa. Harper avisa Angel Eyes para não ser desonesto em seu trabalho, mas Angel Eyes deliberadamente ignora suas ordens.
- Lorenzo Robledo como Clem, capanga enviado para seguir Lourinho quando ele deixa o esconderijo de Angel Eyes, após Tuco matar o caçador de recompensas. Lourinho descobre-o e acerta um tiro em seu estômago.
- Enzo Petito como Sr. Milton, o honesto dono de loja roubado por Tuco.
- Livio Lorenzon como Baker, o soldado confederado envolvido no esquema de dinheiro com Stevens e Carson. Morto por Angel Eyes, que foi pago para matá-lo por Stevens.

## Desenvolvimento

### Pré-produção
Depois do sucesso de Per qualche dollaro in più, executivos da United Artists entraram em contato com o roteirista do filme, Luciano Vincenzoni, para assinar um contrato pelos direitos do filme e também para o próximo. Ele, o produtor Alberto Grimaldi e Sergio Leone não tinham planos, mas, após algum tempo, Vincenzoni imaginou "um filme sobre três trapaceiros que estão buscando algum tesouro na época da Guerra Civil dos Estados Unidos". O estúdio concordou, mas queria saber o custo de produção do filme. Enquanto isso, Grimaldi estava tentando negociar seu próprio acordo, mas a ideia de Vincenzoni era mais lucrativa. Os dois homens firmaram um acordo com a United Artists por um orçamento de um milhão de dólares, com o estúdio adiantando $500,000 e ficando com 50% dos lucros fora da Itália. O orçamento total eventualmente chegou a $1.2 milhão.
Leone desenvolveu o roteiro com base no conceito original do roteirista de "mostrar o absurdo da guerra… a Guerra Civil em que os personagens se encontram. No meu ponto de vista, é inútil, estúpida: ela não envolveu uma 'boa causa'". Um ávido fã de história, Leone afirmou: "Eu li em algum lugar que 120,000 pessoas morreram nos campos de prisioneiros do sul, como o de Andersonville. Não estou ignorante ao fato de que havia campos no norte. Você sempre escuta sobre o comportamento vergonhoso dos derrotados, nunca dos vencedores." O Campo de Batterville, onde Lourinho e Tuco são presos, foi baseado nas gravuras em aço de Andersonville. Muitas filmagens foram influenciadas pelo arquivo de fotografias de Mathew Brady. Como o filme ocorre durante a Guerra Civil, ele serve como uma prequela para os outros dois filmes da trilogia, que se passam após a guerra.
Enquanto Leone desenvolveu a ideia de Vincenzoni em um roteiro, o roteirista recomendou a equipe de Agenore Incrucci e Furio Scarpelli, especializada em comédia, para trabalhar junto com Leone e Sergio Donati. De acordo com Leone, "eu não poderia usar nada que eles tinham escrito. Foi a maior decepção da minha vida". Donati concordou, dizendo que "não havia quase nada escrito por eles no roteiro final. Eles apenas escreveram a primeira parte. Só uma linha". Vincenzoni afirma que escreveu o roteiro em 11 dias, mas ele logo deixou o projeto depois de sua relação com Leone piorar. Os três personagens principais contêm elementos autobiográficos de Leone. Em uma entrevista, ele disse que "[Sentenza] não tem alma, ele é um profissional no sentido mais banal do termo. Como um robô. Com os outros dois, não ocorre o mesmo. No lado metódico e cuidadoso de meu personagem, eu estaria mais próximo de il Biondo (Lourinho), mas minha simpatia profunda sempre estará do lado de Tuco… ele pode ser tocante com todo o seu carinho e sua humanidade ferida".
Eastwood recebeu um salário baseado em porcentagem, diferente dos dois primeiros filmes, em que recebeu um salário fixo. Quando Lee Van Cleef foi chamado para atuar em outro filme da Trilogia dos Dólares, brincou, afirmando que "a única razão pela qual me trouxeram de volta é porque esqueceram de me matar em Per qualche dollaro in più".
O título do filme enquanto estava sendo produzido era I due magnifici straccioni (Os Dois Vagabundos Magníficos). Foi modificado pouco antes das filmagens começarem, quando Vincenzoni pensou em Il buono, il brutto, il cattivo (O Bom, o Feio, o Mau), título que Leone adorou.

### Produção

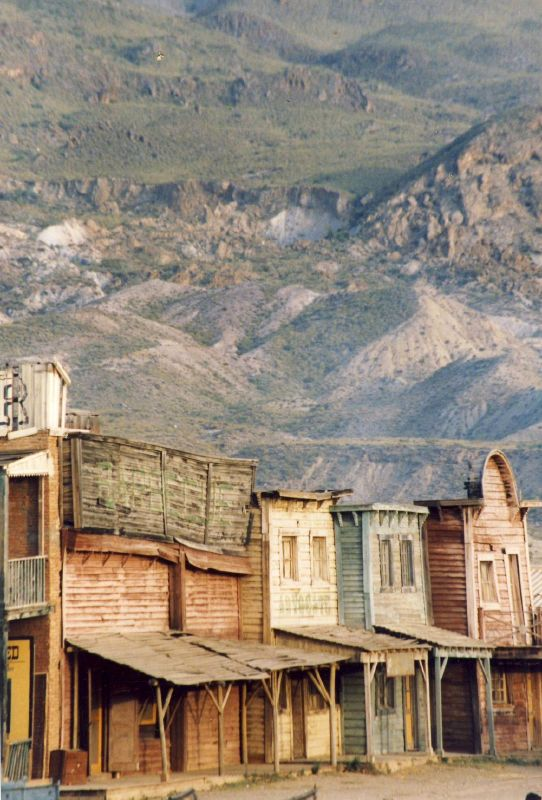
Cenário de Il buono, il brutto, il cattivo com o terreno acidentado característico ao fundo.

As filmagens começaram no estúdio Cinecittà, em Roma, na metade de maio de 1966, incluindo a cena de abertura entre Clint e Wallach quando o Pistoleiro Sem Nome captura Tuco pela primeira vez para mandá-lo para a cadeia. A produção, então, foi até à região de planalto da Espanha próxima de Burgos no norte, seguindo para o sudoeste dos Estados Unidos, e após para Almeria, no sul da Espanha. Desta vez, a produção precisou de cenários mais elaborados, incluindo uma cidade sob fogo de canhões, um campo de prisioneiros e um campo de batalha da Guerra Civil dos Estados Unidos. E, para o clímax, algumas centenas de soldados espanhóis foram contratados para criar um cemitério com milhares de lápides para assemelhar-se a um antigo circo romano. A cena em que a ponte foi destruída teve que ser gravada duas vezes, pois, da primeira vez, todas as três câmeras foram destruídas pela explosão. Eastwood lembra que "Eles se importariam se você estivesse fazendo uma história sobre espanhóis e sobre a Espanha. Então, eles escrutinariam você, mas, como você está fazendo um filme de faroeste que deve se passar no sudoeste dos Estados Unidos ou no México, eles não poderiam se importar menos sobre sua história ou tema." O cinematógrafo italiano Tonino Delli Colli foi trazido para fazer as filmagens e Leone pediu-lhe que prestasse mais atenção à luz do que nos dois filmes anteriores; Ennio Morricone compôs a trilha sonora novamente. Leone pediu a Morricone que compusesse uma música para o impasse mexicano da cena final no cemitério, dizendo que deveria ter uma sensação de que "os corpos estivessem rindo de dentro de suas tumbas", e pediu a Delli Colli para criar um efeito hipnótico rodopiante com close ups dramáticos, para dar aos espectadores a impressão de um balé visual. As filmagens terminaram em julho de 1966.
Eastwood inicialmente não gostou do roteiro e estava preocupado com o fato de poder ser ofuscado por Wallach, e disse a Leone que "No primeiro filme, eu estava sozinho. No segundo, nós éramos dois. Agora, nós seremos três. Se continuar desse jeito, no próximo eu estarei estrelando com toda a cavalaria dos Estados Unidos". Como Eastwood dificultou sua aceitação para participar do filme (inflando seus ganhos para $250,000, outra Ferrari e 10% dos lucros nos Estados Unidos quando lançado lá), o ator novamente deparou-se com disputas de publicidade entre Ruth Marsh, que disse para ele aceitar atuar no terceiro filme da trilogia, e a Agência William Morris e Irving Leonard, que estavam insatisfeitos com a influência de Marsh sobre seu cliente. Eastwood avisou a Marsh para não contatá-lo novamente. Por algum tempo, a publicidade de Eastwood foi administrada por Jerry Pam, da Gutman and Pam.
Wallach e Eastwood viajaram juntos para Madri e, entre as cenas de tiroteios, Eastwood relaxaria e praticaria seu swing de golfe. Wallach quase foi envenenado durante as filmagens quando ele acidentalmente bebeu de uma garrafa com ácido que um técnico de filmagem deixou perto de sua garrafa de refrigerante. Wallach mencionou isso em sua autobiografia e reclamou que, apesar de Leone ser um diretor brilhante, era muito relaxado a respeito de garantir a segurança de seus atores durante cenas perigosas. Por exemplo, em uma cena em que ele estava amarrado depois de uma pistola ser disparada, o cavalo no qual estava montado deveria fugir. Apesar de a corda em torno do pescoço de Wallach ser cortada, o cavalo assustou-se demais e galopou por cerca de 1,5 km, com Wallach ainda montado e suas mãos atadas atrás das costas. A terceira vez em que a vida de Wallach esteve em perigo foi durante a cena em que ele e Mario Brega — que estavam acorrentados um ao outro — pulam de um trem em movimento. A parte da queda ocorreu conforme o planejado, mas a vida de Wallach foi ameaçada quando seu personagem tenta quebrar a corrente prendendo-o ao capanga (já morto). Tuco coloca o corpo nos trilhos de trem, esperando o trem passar por cima da corrente e rompê-la. Wallach, e presumivelmente toda a equipe do filme, não sabiam dos degraus de ferro pesados que ficavam na parte de fora de todos os vagões. Se Wallach tivesse se levantado no momento errado, um dos degraus poderia ter batido em sua cabeça.
A ponte do filme foi reconstruída duas vezes por sapadores do exército espanhol após ser destruída por explosivos. Na primeira vez, um operador de câmera italiano sinalizou que estava pronto para gravar, o que foi mal interpretado por um capitão do exército por conta da semelhança sonora da palavra espanhola que significa "começar". Felizmente, ninguém ficou ferido com a explosão no momento errado. O exército reconstruiu a ponte enquanto outras cenas foram gravadas. Como era uma estrutura pesada e resistente, explosivos poderosos foram necessários para destruí-la. Leone disse que aquela cena foi, em parte, inspirada pelo filme mudo de Buster Keaton, The General.
Como um elenco internacional foi empregado, os atores executavam seus papéis em suas línguas nativas. Eastwood, Van Cleef e Wallach falavam em inglês, e foram dublados para o italiano por conta do lançamento de estreia em Roma. Para a versão estadunidense, as vozes dos papéis principais foram usadas, mas os coadjuvantes foram dublados para o inglês. O resultado é perceptível na má sincronização de vozes com os movimentos labiais na tela; nenhum diálogo é completamente sincronizado porque Leone raramente gravava suas cenas com som sincronizado. Várias razões foram mencionadas para esse fato: Leone frequentemente tocava as músicas de Morricone nas cenas e possivelmente gritava coisas aos atores para deixá-los no clima. Leone preocupava-se mais com os visuais do que com os diálogos (seu inglês era bastante limitado). Dadas as limitações técnicas da época, seria difícil gravar o som de forma clara na maior parte das gravações a grandes distâncias que Leone frequentemente usava. Além disso, era uma técnica padrão dos filmes italianos na época a de gravar primeiro e dublar posteriormente. Seja qual for a razão, todos os diálogos do filme foram gravados na pós-produção.
Leone não conseguiu encontrar um cemitério real para a cena final em Sad Hill, por isso, o chefe de pirotecnia espanhol contratou 250 soldados espanhóis para construir um em Carazo, perto de Salas de los Infantes, que foi completado em dois dias (em 41° 59′ 25″ N, 3° 24′ 29″ O).
Ao final das gravações, Eastwood teve o bastante do perfeccionismo da direção de Leone. O diretor, muitas vezes energicamente, insistia em gravar cenas de vários ângulos diferentes, prestando atenção a todos os detalhes, o que esgotava os atores. Leone, um glutão, também era fonte de divertimento por seus excessos, e Eastwood encontrou uma forma de lidar com o estresse de ser dirigido por ele fazendo piadas sobre o diretor e apelidando-o de "Eufrazino" por seu temperamento ruim. Eastwood nunca mais foi dirigido por Leone, recusando o papel de Harmonica em C'era una volta il West (1968), sendo que Leone pessoalmente viajou para Los Angeles para lhe dar o roteiro. Eventualmente, o papel foi dado a Charles Bronson. Anos mais tarde, Leone vingou-se de Eastwood, durante as filmagens de Era uma vez na América (1984), quando descreveu a capacidade de Eastwood como um bloco de mármore ou cera e inferior à capacidade de atuar de Robert De Niro, dizendo que "Eastwood se mexe como um sonâmbulo entre explosões e chuvas de balas, e ele é sempre a mesma coisa: um bloco de mármore. Bobby, em primeiro lugar, é um ator; Clint, em primeiro lugar, é uma estrela. Bobby sofre, Clint boceja".

## Temas e cinematografia
O diretor Sergio Leone afirmou que o tema principal do filme é seu enfoque na violência e na desconstrução do romantismo do Velho Oeste. Como muitos de seus filmes, Il buono, il brutto, il cattivo foi considerado por Leone uma sátira do gênero faroeste. O crítico Drew Marton descreveu-o como uma "manipulação barroca" que critica a ideologia estadunidense do faroeste, substituindo o cowboy heroico, popularizado por John Wayne, por anti-heróis moralmente complexos. Temas negativos como o capitalismo e a ganância também tiveram enfoque, e foram características compartilhadas pelos três protagonistas na história. Muitos críticos também notaram o tema antiguerra do filme. Passando-se durante a Guerra Civil dos Estados Unidos, o filme assume o ponto de vista de pessoas como civis, bandidos e soldados e apresenta suas dificuldades diárias durante a guerra. Apesar de não lutarem na guerra, os três pistoleiros gradualmente envolvem-se nas batalhas que se seguiram (similar a A Grande Guerra, em que os roteiristas Luciano Vincenzoni e Age & Scarpelli também contribuíram).
Em sua representação da violência, Leone usou seu estilo de filmagem característico com long shots e close-ups, misturando filmagens que mostravam apenas o rosto do personagem com outras a grandes distâncias. Com isso, Leone conseguiu criar sequências épicas em que apenas se viam olhos ou rostos, ou mesmo mãos lentamente chegando a uma arma no coldre. Isso aumentou a tensão e o suspense ao permitir que os espectadores vissem, em detalhes, performances e reações dos personagens e, ao mesmo tempo, dando a Leone a liberdade de gravar belas paisagens. Leone também adicionou músicas para aumentar a tensão e a pressão antes e durante os muitos tiroteios do filme.
Ao filmar os tiroteios principais, Leone removeu quase todos os diálogos para se focar nas ações dos personagens, o que foi importante durante o icônico impasse mexicano. Este modelo é fortemente representado por Lourinho, que é descrito pelos críticos como um personagem cujas ações o definem mais do que suas palavras. Além de Lourinho, os outros dois personagens foram anti-heróis que matavam para ganho pessoal. Leone também empregou tiroteios com estilo, como Lourinho tirando o chapéu da cabeça de uma pessoa ou rompendo uma corda de forca com um tiro preciso, em muitos dos tiroteios icônicos do filme.

## Música
A trilha sonora foi composta pelo colaborador frequente de Leone Ennio Morricone, cujas composições originais características, contendo disparos de armas, assovios (por John O'Neill) e iodelei permeiam o filme. O tema principal, que se assemelha ao uivo de um coiote (que se mistura ao uivo de um coiote real na primeira cena após os créditos de abertura), é uma melodia de duas notas que é um motivo frequente, e é usada para os três personagens principais. Um instrumento musical diferente foi usado para cada um: flauta para Lourinho, ocarina para Angel Eyes e vozes para Tuco. A trilha sonora complementa o cenário da Guerra de Secessão do filme, contendo a balada melancólica La Storia Di Un Soldato (A história de um soldado), que é cantada pelos prisioneiros de guerra enquanto Tuco é torturado por Angel Eyes. O clímax do filme, um impasse mexicano com os três protagonistas, começa com a melodia de L'estasi dell'oro (O Êxtase do Ouro) e é seguido por Il Triello (O trio). Atualmente o tema icônico é considerado uma das maiores composições musicais para filmes de todos os tempos.
O tema principal, também chamado "Il buono, il brutto, il cattivo", foi um sucesso em 1968 com o álbum da trilha sonora entre os mais vendidos durante mais de um ano, chegando à quarta posição na revista Billboard na lista de mais vendidos do gênero pop. Na cultura popular, o grupo de new wave estadunidense Wall of Voodoo realizou um pot-pourri dos temas de Ennio Morricone em filmes, incluindo o tema deste filme. A única gravação conhecida é uma apresentação ao vivo no álbum The Index Masters. A banda de punk rock Ramones tocou essa música como abertura em seu álbum ao vivo Loco Live, bem como em outras apresentações, até sua separação em 1996. A banda de heavy metal britânica Motörhead tocou o tema como abertura na turnê de 1981 No Sleep 'til Hammersmith. A banda de heavy metal estadunidense Metallica tocou o tema L'estasi dell'oro como prelúdio para suas apresentações desde 1985 (exceto de 1996 a 1998), e, em 2007, gravou uma versão instrumental para uma compilação em homenagem a Morricone. O programa The Opie & Anthony Show, da rádio XM Satellite, também usava L'estasi dell'oro como tema de abertura. A música Urban Struggle, da banda de punk rock estadunidense The Vandals, começa com o tema principal. A banda electrónica Bomb the Bass usou o tema de Il buono, il brutto, il cattivo como um de seus samples em sua música de 1988 Beat Dis, juntamente com partes do diálogo de Tuco prestes a ser enforcado na música Throughout The Entire World, faixa de abertura de seu álbum de 1991 Unknown Territory. Uma canção da banda Gorillaz chama-se Clint Eastwood e conta com referências ao ator, com o grito icônico ouvido no tema do filme.

## Lançamento
Il buono, il brutto, il cattivo estreou na Itália em 15 de dezembro de 1966, e faturou $6.3 milhões na época.
Nos Estados Unidos, Per un pugno di dollari foi lançado em 18 de janeiro de 1967 (28 meses após o lançamento original na Itália); Per qualche dollaro in più foi lançado em 10 de maio de 1967 (17 meses depois do lançamento original); e Il buono, il brutto, il cattivo foi lançado em 29 de dezembro de 1967 (12 meses após o lançamento original). Assim, os três filmes da Trilogia dos Dólares foram lançados nos Estados Unidos no mesmo ano. A versão original doméstica italiana tinha 177 minutos de duração; mas a versão internacional teve diversos tempos de duração. Muitas cópias tinham uma duração de 161 minutos — 16 minutos mais curta do que a versão italiana — mas outras chegaram a ter apenas 148 minutos.

### Mídia caseira
O primeiro lançamento do filme em DVD foi feito pela MGM em 1998. Os bônus incluem 14 minutos de cenas que foram removidas da versão norte-americana do filme, incluindo uma cena que explica como Angel Eyes chegou ao campo de prisioneiros da União para esperar por Lourinho e Tuco.
Em 2002, o filme foi relançado nos Estados Unidos com os 14 minutos de cenas inseridos no filme. Clint Eastwood e Eli Wallach foram contratados para dublar seus personagens mais de 35 anos após o lançamento do filme original. O dublador Simon Prescott substituiu Lee Van Cleef, que morreu em 1989. Outros dubladores substituíram atores que já haviam morrido. Em 2004, a MGM relançou essa versão em uma edição especial de dois discos em DVD.
O disco 1 contém comentários em áudio com o roteirista e crítico de cinema Richard Schickel. O disco 2 contém dois documentários, "Leone's West" ("O Oeste de Leone") e "The Man Who Lost The Civil War" ("O Homem que Perdeu a Guerra Civil"), além de um vídeo chamado "Restoring 'The Good, the Bad and the Ugly'" ("Restaurando 'Il buono, il brutto, il cattivo'"); uma galeria animada de sequências deletadas intitulada "The Socorro Sequence: A Reconstruction" ("A Sequência de Socorro: Uma Reconstrução"); uma versão estendida da cena de tortura de Tuco; um vídeo chamado "Il Maestro" ("O Maestro"); uma gravação em áudio chamada "Il Maestro, Part 2"; um trailer francês; e uma galeria de pôsteres.
O DVD foi, em geral, bem recebido, apesar de alguns puristas terem criticado a trilha sonora remixada em estéreo com diversos novos efeitos sonoros (uma das mudanças mais notáveis foi a substituição dos disparos de armas), sem uma opção para se utilizar o som original. Pelo menos uma cena que foi inserida no DVD foi cortada por Leone antes do lançamento italiano do filme, mas foi mostrada uma vez na estreia na Itália. De acordo com Richard Schickel, Leone tirou a cena por vontade própria por questões de ritmo; portanto, restaurá-la era contra a vontade do diretor. A MGM relançou a edição de 2004 em DVD na sua "Antologia de Sergio Leone" em 2007. Também foram incluídos os outros dois filmes da Trilogia dos Dólares e Giù la testa. Em 12 de maio de 2009, a versão estendida do filme foi relançada em Blu-ray. Ela contém todos os bônus da edição especial de 2004 em DVD, além de adicionar um vídeo com os comentários do historiador de cinema Sir Christopher Frayling.

## Recepção

### Recepção da crítica
No lançamento original, Il buono, il brutto, il cattivo recebeu críticas por sua representação da violência. Leone explica que "as mortes em meus filmes são exageradas porque eu queria fazer uma sátira aos filmes de faroeste comuns… o oeste foi criado por homens violentos e descomplicados, e é esta força e simplicidade que eu tento mostrar em meus trabalhos". Hoje, a tentativa de Leone de revigorar o faroeste desgastado pelo tempo é amplamente conhecida.
A opinião da crítica sobre o lançamento inicial do filme foi mista, pois muitos avaliadores na época desprezavam Spaghetti Westerns. Em uma avaliação negativa no The New York Times, a crítica Renata Adler disse que o longa-metragem "deve ser o filme mais caro e repulsivo na história desse gênero peculiar". Charles Champlin, do Los Angeles Times, escreveu que a "tentação é irresistível de chamar O Bom, o Mau e o Feio de O Mau, o Maçante e o Interminável, simplesmente porque é o que ele é". Roger Ebert, que depois incluiu o filme em sua lista de Grandes Filmes, afirmou, a respeito de sua avaliação original, que ele tinha "descrito um filme quatro estrelas, mas apenas dei-lhe três estrelas, talvez porque era um Spaghetti Western e, por isso, não poderia ser arte". Ebert também destaca a perspectiva única de Leone que permite que o público fique mais perto dos personagens, pois vemos o que eles veem.
| “ | Sergio Leone estabeleceu uma regra que ele segue, do começo ao fim, em Il buono, il brutto, il cattivo. A regra é que a capacidade de ver é limitada pela câmera. Em momentos importantes do filme, o que a câmera não pode ver, os personagens não podem ver, e isso dá a Leone a liberdade de nos surpreender com entradas que não podem ser explicadas logicamente. Há um momento, por exemplo, em que homens não notam um grande acampamento do Exército da União até "tropeçarem" nele; um momento num cemitério em que um homem se materializa do nada, mesmo devendo estar visível muito tempo antes; e o jeito em que homens andam por uma rua e ninguém consegue acertá-los (talvez porque a câmera não grava os homens e os atiradores ao mesmo tempo). | ” |

### Reavaliação e legado
Apesar da recepção inicial negativa por alguns críticos, hoje, o filme acumulou diversas avaliações positivas. O site WatchMojo.com colocou-o em primeiro lugar em sua lista de 10 melhores filmes de faroeste, tendo vantagem sobre outras obras do gênero, como The Searchers, de John Ford, além de ser descrito como "possivelmente o filme mais legal já feito" e ter sido elogiado pela influência do icônico impasse mexicano na história do cinema, chamando-o de "o maior confronto já colocado num filme". WatchMojo também listou o filme como sendo o maior de Clint Eastwood, tornando-o um nome conhecido.
Está listado entre os "100 maiores filmes do século XX" na revista Time, lista feita pelos críticos Richard Corliss e Richard Schickel. O agregador de avaliações Rotten Tomatoes relata que 97% dos críticos de filmes deu-lhe uma nota positiva. Il buono, il brutto, il cattivo foi descrito como a melhor representação do gênero faroeste no cinema da Europa, e Quentin Tarantino considerou-o "o filme mais bem dirigido de todos os tempos" e "a maior conquista na história do cinema". Isto foi refletido em seus votos nas enquetes de 2002 e 2012 da revista Sight & Sound, nas quais votou em Il buono, il brutto, il cattivo como o melhor filme já feito.
A revista Empire adicionou Il buono, il brutto, il cattivo à sua coleção de obras-primas na edição de setembro de 2007, e em sua votação dos "500 Maiores Filmes", o longa-metragem ficou em 25.º lugar. Em 2014, Il buono, il brutto, il cattivo ficou em 47.º lugar na lista da Empire dos "301 Maiores Filmes de Todos os Tempos", como votado pelos leitores da revista.

## Na cultura popular
O título do filme entrou no idioma inglês como uma expressão idiomática. Tipicamente usada ao descrever alguma coisa, a expressão refere-se ao lado positivo, ao lado negativo e ao que poderia ser feito melhor, mas não foi.
O filme foi romanceado em 1967 por Joe Millard como parte da série "Dollars Western" baseada no Pistoleiro Sem Nome. O filme sul-coreano Joheun nom nabbeun nom isanghan nom (2008, lançado no Brasil como Os Invencíveis) é inspirado pelo filme de Leone, com grande parte de seu enredo e elementos dos personagens emprestados de Il buono, il brutto, il cattivo. Em sua introdução à edição revisada de 2003 de seu romance A Torre Negra: O Pistoleiro, Stephen King revelou que o filme foi uma influência primária para a série A Torre Negra, e que o personagem de Eastwood, especificamente, inspirou a criação do protagonista de King, Roland Deschain.

## Sequência
Il buono, il brutto, il cattivo é o último filme da Trilogia dos Dólares e, por isso, não tem nenhuma sequência oficial. Após o lançamento do filme, Leone dirigiu mais dois longas-metragens de faroeste (C'era una volta il West e Giù la testa) e esteve envolvido na produção de outros Spaghetti Westerns, mas nenhum deles teve relações com seus filmes anteriores.
Entretanto, o roteirista Luciano Vincenzoni afirmou, em diversas ocasiões, que ele havia escrito um esboço para uma sequência, provisoriamente intitulada Il buono, il brutto, il cattivo n. 2. De acordo com Vincenzoni e Eli Wallach, o filme passaria-se 20 anos depois do original e seu enredo seria sobre Tuco seguindo o neto de Lourinho pelo ouro. Clint Eastwood mostrou interesse em trabalhar na produção do filme, inclusive atuando como narrador. Joe Dante e Leone também foram convidados para dirigir e produzir o filme, respectivamente. Eventualmente, entretanto, o projeto foi vetado por Leone, pois ele não queria que o título do filme original ou seus personagens fossem reutilizados, assim como não queria estar envolvido em outro filme de faroeste.